# Axia Marinescu

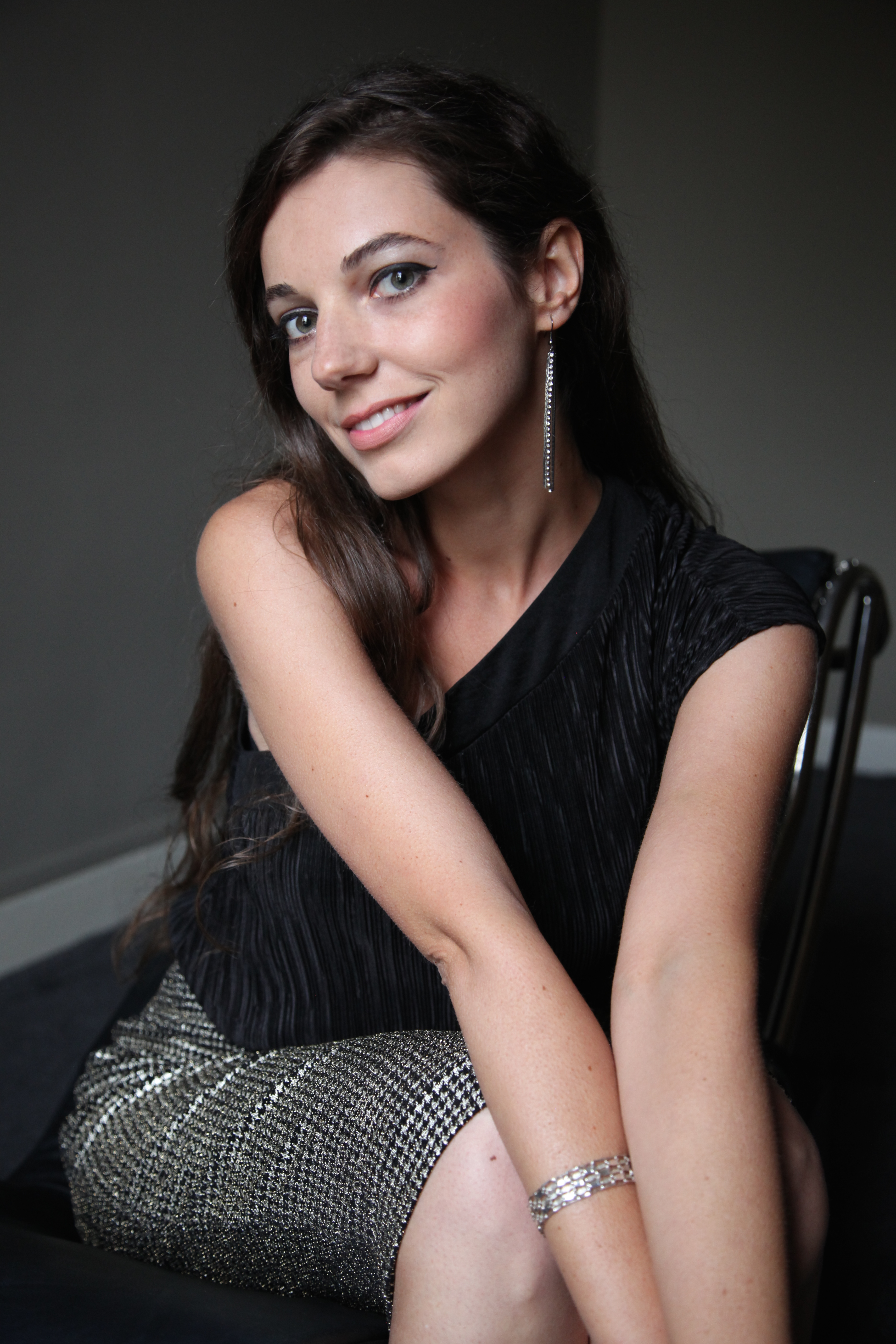

Axia Marinescu (n. 15 mai 1987, București, România) este o pianistă concertistă româno-franceză.

## Biografie
Axia Marinescu s-a născut la București și a început studiul pianului la vârsta de 5 ani. La 11 ani debutează alături de Orchestra Națională Radio din București, cântând concertul no. 23 de W.A. Mozart. Laureată a mai multor competiƫii internaƫionale in Franta, Italia, Grecia și România, Axia Marinescu a studiat la Liceul de muzică George Enescu din București, iar apoi s-a perfecƫionat la HEM din Lausanne, Ecole Normale de Musique din Paris și Conservatorul Regal din Bruxelles avându-i ca maeștri pe Jacques Rouvier, Paul-Badura Skoda și Rena Shereshevskaya printre alƫii.
Din 2009 pianista se stabilește la Paris și devine în 2013 primul artist român invitat sa concerteze în cadrul ceremoniei de decernare a distincției franceze Legiunea de onoare.
Axia Marinescu a concertat atât solo cât și cu orchestra în Europa (Paris, Bordeaux, Toulouse, Munchen, Palermo, Atena, Bucuresti ... ) și în Asia ( Shanghai Oriental Art Center, Poly Grand Theatre etc.) și este o invitată constantă a mai multor festivaluri de pian de prestigiu: Piano aux Jacobins, Piano en Valois, Palermo Classica, L'esprit du piano s.a.
În 2019 Axia Marinescu realizează în România, turneul național Imagini muzicale, ca parte a Sezonului cultural România-Franța 2019.
Axia Marinescu a lansat în septembrie 2018 CD-ul intitulat Introspections la casa de discuri franceză Polymnie cu lucrări de Mozart, Brahms si Debussy. De asemenea, a înregistrat de-a lungul timpului pentru radio și televiziune în Europa și în Asia.
În 2022 Axia Marinescu este inițiatoarea unui proiect discografic dedicat descoperirii și revalorificarii repertoriului de dans pentru pian, compus de către compozitoarele franceze din baroc și până în epoca actuală.. Albumul intitulat Les femmes dansent a fost înregistrat la Salle Gaveau și s-a clasat în top 10 al celor mai bune apariții discografice din Franta, precum și pe platformele internaționale de streaming.
Axia Marinescu a absolvit facultatea de filosofie din cadrul Universității din Paris. Articolele și eseurile sale au fost publicate în România, Franța și Germania.
Axia Marinescu este speaker TED.

## Distinctii
Axia Marinescu a fost decorata de catre presedintele României, Klaus Iohannis cu Ordinul Meritul Cultural (România) in grad de Cavaler.